# BMW M54

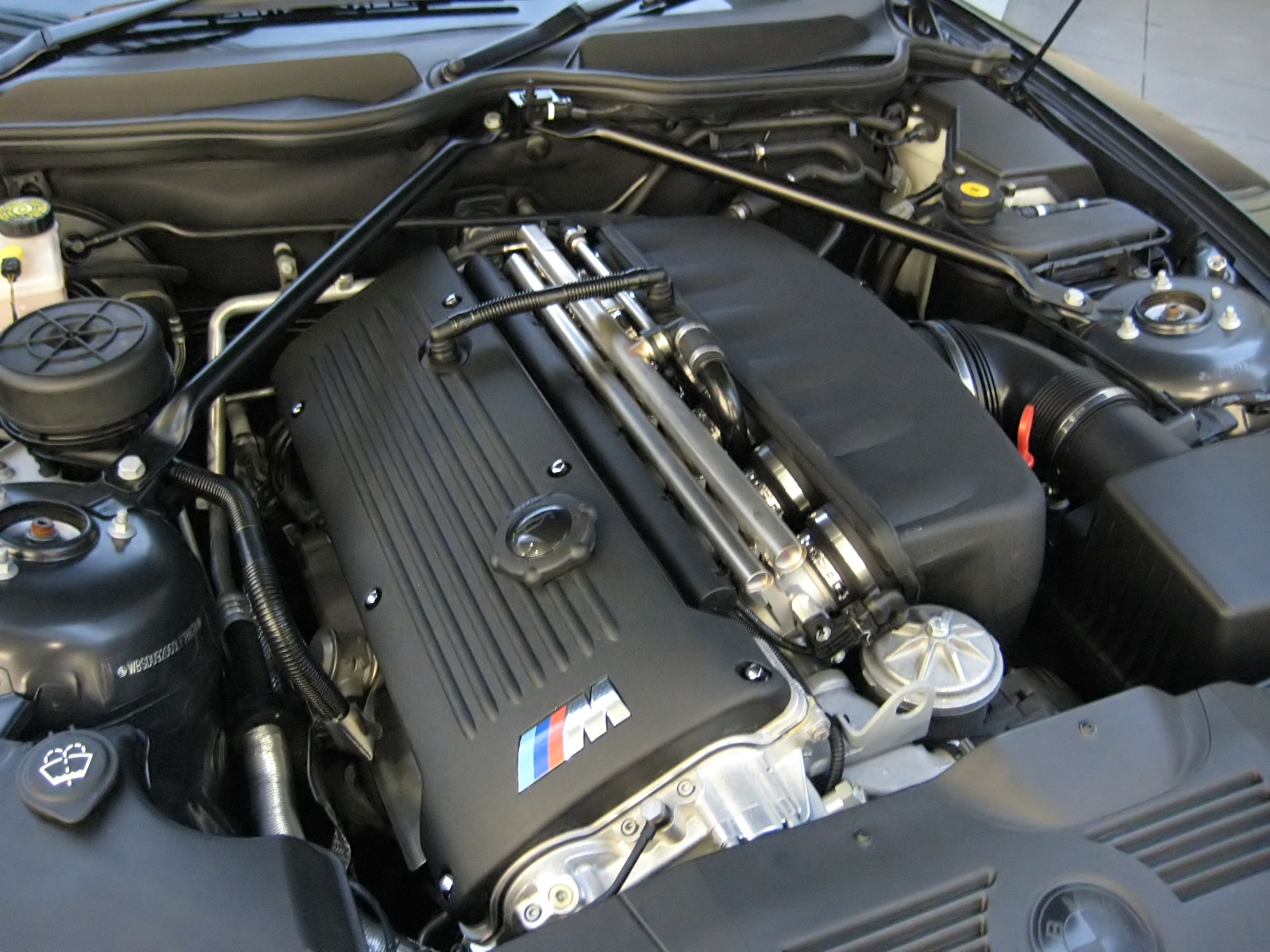
BMW S54B32

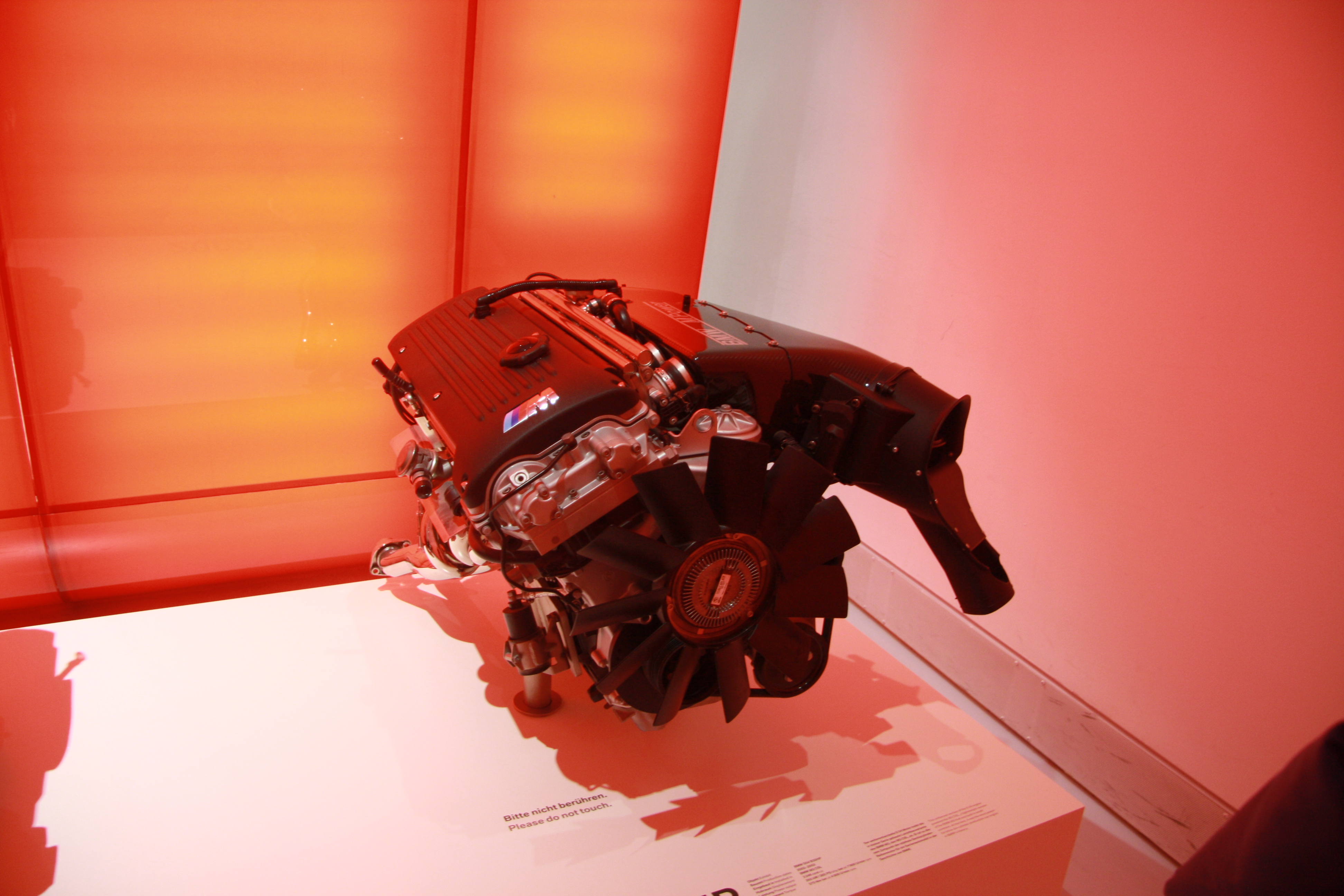
BMW S54B32HP

BMW M54 — бензиновый двигатель внутреннего сгорания немецкого автоконцерна BMW. Производился с 2000 по 2006 год. Впервые был представлен на BMW X5 (E53).
Значительная часть двигателей устанавливалась на автомобили BMW E46, BMW Z3 и BMW Z4. В отличие от предшественника, двигатель BMW M54 имеет топливную систему без возврата топлива, полностью электронный дроссель (без механической поддержки) и систему управления Siemens MS 43. Рабочий объём увеличен с 2,8 до 3,0 литров.

## Технические характеристики
| Тип    | Объём            | Мощность                            | Крутящий момент         | Годы производства |
| ------ | ---------------- | ----------------------------------- | ----------------------- | ----------------- |
| M54B22 | 2,2 л (2171 см3) | 125 кВт (170 л. с.) при 6100 об/мин | 210 Н*м при 3500 об/мин | 2000—2006         |
| M54B25 | 2,5 л (2494 см3) | 141 кВт (192 л. с.) при 6000 об/мин | 245 Н*м при 3500 об/мин | 2000—2006         |
| M54B30 | 3,0 л (2979 см3) | 170 кВт (231 л. с.) при 5900 об/мин | 300 Н*м при 3500 об/мин | 2000—2006         |
| S54B32 | 3,2 л (3246 см3) | 252 кВт (343 л. с.) при 7900 об/мин | 365 Н*м при 4900 об/мин | 2000—2008         |

## BMW S54
| Тип          | Объём            | Диаметр × Ход поршня | Цилиндров/клапанов | Степень сжатия | Мощность при об/мин          | Крутящий момент при об/мин | Разгон     | Годы производства |
| ------------ | ---------------- | -------------------- | ------------------ | -------------- | ---------------------------- | -------------------------- | ---------- | ----------------- |
| S54B32       | 3,2 л (3246 см3) | 87,0 мм × 91,0 мм    | 4                  | 11,5:1         | 252 кВт (343 л. с.) при 7900 | 365 Н*м при 4900           | 8000 мин−1 | 07.2000—2011      |
| S54B32 E36/7 | 3,2 л (3246 см3) | 87,0 мм × 91,0 мм    | 4                  | 11,5:1         | 239 кВт (325 л. с.) при 7400 | 354 Н*м при 4900           | 7600 мин−1 | 04.2001—07.2002   |
| S54B32HP     | 3,2 л (3246 см3) | 87,0 мм × 91,0 мм    | 4                  | 11,5:1         | 265 кВт (360 л. с.) при 7900 | 370 Н*м при 4900           | 8000 мин−1 | 01.2003—2004      |
| S54B32US     | 3,2 л (3246 см3) | 87,0 мм × 91,0 мм    | 4                  | 11,5:1         | 248 кВт (338 л. с.) при 7900 | 355 Н*м при 4900           | 8000 мин−1 | 2000—2006         |
| P54B20       | 2,0 л (1990 см3) | 80,0 мм × 66,0 мм    | 4                  | 11:1           | 202 кВт (275 л. с.) при 8800 | 230 Н*м при 7000           | 9000 мин−1 | 2003—2005         |